# İzmir Airlines
İzmir Airlines (türkisch İzmir Hava Yolları, im Außenauftritt IZair) war eine türkische Fluggesellschaft mit Sitz in Izmir und Basis auf dem Flughafen Izmir.

## Geschichte
İzmir Airlines wurde von einer Vereinigung von 114 aus Izmir stammenden Geschäftsleuten im April 2005 gegründet. Der Vorstand setzte sich aus den drei Mitgliedern Metin Akdurak, Necmi Çalışkan und Jak Eskinazi zusammen. Der CEO war Ekrem Demirtaş.
Entscheidungsgründe für die Einführung der neuen Fluggesellschaft waren sowohl das bewilligte Projekt um Erweiterung des Flughafens von İzmir als auch die Einstellung der Direktflüge der Turkish Airlines zwischen Izmir und diversen europäischen Städten. Unternehmensziel ist die jährliche Beförderung von einer Million Passagieren und 2000 Tonnen Frachtgut mittels 8500 Flügen.
Am 20. März 2007 erwarb die ESAS Holding, zu deren Unternehmensgruppe auch Pegasus Airlines gehört, inzwischen 100 % der Firmenanteile. In der Folgezeit entwickelte sich eine Kooperation zwischen den beiden Fluggesellschaften.
Seit Herbst 2011 betrieb İzmir Airlines mehrere ihrer Flugzeuge für die Marke Air Berlin Turkey, einer Kooperation von Air Berlin und Pegasus Airlines. Im April 2012 wurde bekannt, dass Air Berlin Anteile an İzmir Airlines kaufen will, was jedoch nicht umgesetzt wurde.
Im Winter 2012 wurde der Betrieb der Air Berlin Turkey inklusive dreier Boeing 737-800 durch Pegasus Airlines übernommen, İzmir Airlines betrieb anschließend bis Sommer 2013 keine Flugzeuge mehr. Im März 2013 wurde Air Berlin Turkey aufgelöst.
Ende 2018 wurde IZair mit der Mutter Pegasus verschmolzen.

## Flugziele
İzmir Airlines führte zuletzt Inlandsflüge für Pegasus Airlines durch. Auch europäische Ziele wie etwa München, Basel oder Amsterdam wurden angeflogen.

## Flotte
Mit Stand August 2018 besaß İzmir Airlines keine eigenen Flugzeuge mehr.
In der Vergangenheit wurden Airbus A319-100 und A320-200 betrieben sowie fünf Boeing 737-800 speziell für Pegasus Airlines.